# Darney (tổng)
Tổng Darney là một tổng của Pháp, tọa lạc tại tỉnh Vosges trong vùng Lorraine của Pháp.

## Phân chia hành chính
Tổng Darney được chia thành 21 xã:
- Attigny
- Belmont-lès-Darney
- Belrupt
- Bonvillet
- Darney
- Dombasle-devant-Darney
- Dommartin-lès-Vallois
- Escles
- Esley
- Frénois
- Hennezel
- Jésonville
- Lerrain
- Pierrefitte
- Pont-lès-Bonfays
- Provenchères-lès-Darney
- Relanges
- Saint-Baslemont
- Sans-Vallois
- Senonges
- Les Vallois

## Hành chính
| Ngày bầu               | Tên          | Đảng         | Chức vụ                                             | Tư cách |
| ---------------------- | ------------ | ------------ | --------------------------------------------------- | ------- |
| 1994-2001              | ... Audinot  | PS           | ...                                                 | ...     |
| 2001-2014              | Yannick Dars | DVD puis UMP | Chủ tịch ủy ban hành động xã hội, đoàn kết và nhà ở | bác sĩ  |
| Số liệu khác không rõ. |              |              |                                                     |         |